# Burmoniscus hachijoensis
Burmoniscus hachijoensis is een pissebed uit de familie Philosciidae. De wetenschappelijke naam van de soort is voor het eerst geldig gepubliceerd in 2007 door Nunomura.